# Can't Blame a Girl for Trying (EP)
Can't Blame a Girl for Trying è il primo EP della cantante statunitense Sabrina Carpenter, pubblicato l'8 aprile 2014 dalla Hollywood.

## Tracce
1. Can't Blame a Girl for Trying – 2:49
2. The Middle of Starting Over – 3:32
3. White Flag – 3:18
4. Best Thing I Got – 3:19